# ラ・ランブラ/ドラサナス駅
ラ・ランブラ|ドラサナス駅（カタルーニャ語：Estació de La Rambla | Drassanes、スペイン語：Estación de La Rambla | Drassanes）はスペインのカタルーニャ州バルセロナ県バルセロナシウタ・ベリャにある、バルセロナ地下鉄3号線の地下鉄駅。

## 歴史
1968年12月14日にアタラサナス駅の駅名で開業。駅名は1982年にドラサナス駅に、2022年に現在のラ・ランブラ|ドラサナス駅に改称した。2007年にプラットホームを改装し、エレベーターが設置された。

## 駅構造

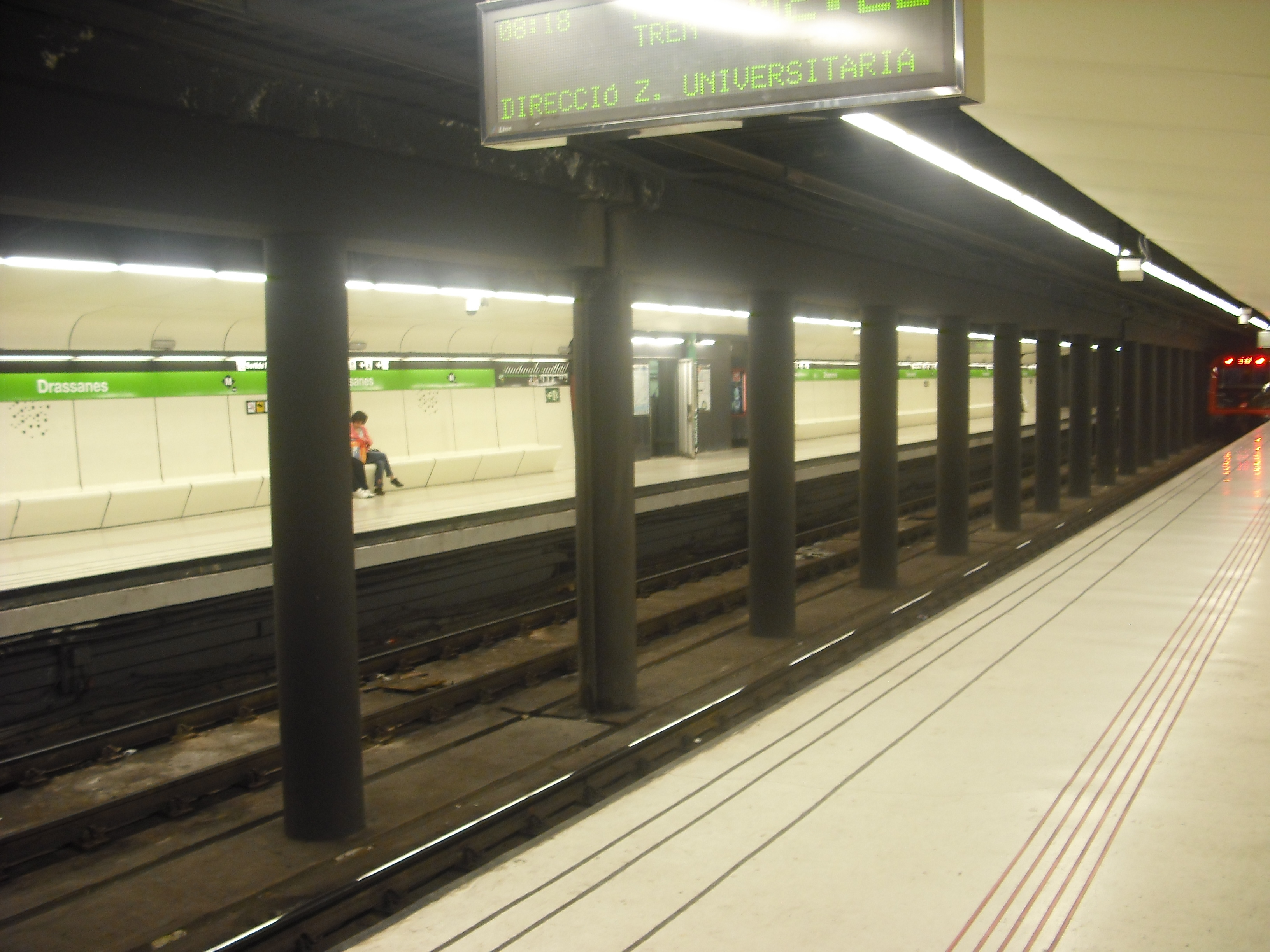
ホーム

ランブラス通りの地下に駅施設がある、相対式ホーム2面2線を有する地下駅。駅出入口はそれぞれ上りホーム、下りホームと直結しており、改札内にホーム間連絡地下通路が設置されている。

## 駅周辺
- ランブラス通り
- サンタ・モニカ美術センター（カタルーニャ語版、スペイン語版、英語版）
- バルセロナ海洋博物館（カタルーニャ語版、スペイン語版、英語版）
- 王立造船所
- コロンブスの記念塔（カタルーニャ語版、スペイン語版、英語版）
- バルセロナ蝋人形博物館（カタルーニャ語版、スペイン語版）
- 海のランブラス（カタルーニャ語版、スペイン語版）
- マレマグナム（カタルーニャ語版、スペイン語版）
- バルセロナ世界貿易センター（カタルーニャ語版、スペイン語版、英語版）
- バルセロナ・プリンシパル劇場（カタルーニャ語版、スペイン語版、英語版）
- グエル邸（カタルーニャ語版、スペイン語版、英語版）

## 隣の駅
バルセロナ地下鉄
 3号線
パラレル駅  - ラ・ランブラ|ドラサナス駅 - リセウ駅